# Metoda ponovnega vzorčenja
Metoda ponovnega vzorčenja (angleško bootstraping) je statistična metoda, pri kateri statistični izračuni temeljijo na podlagi različnih vzorcev, ki so naključno izbrani iz danih dodatkov s ponovnim vzorčenjem. Tako dobimo različne ocene statističnih parametrov in iz njih lahko ocenimo parameter in interval zaupanja v oceno.
Metodo se uporablja zlasti kadar ni znana teoretična porazdelitev podatkov.  
Prvi jo je leta 1979 opisal Bradley Efron v članku Bootstrap Methods: Another Look at the Jackknife.

## Postopek
Pri bootstrapu po navadi empirična porazdelitvena funkcija {\displaystyle {\hat {F}}} na vzorcu {\displaystyle x_{1},\ldots ,x_{n}} nadomesti teoretično porazdelitveno funkcijo {\displaystyle F} dane naključne spremenljivke.
V najprerpostejšem primeru se ustvari B bootstrap-vzorcev {\displaystyle x_{b}=(x_{1}^{*},\ldots ,x_{n}^{*})\,,b=1,\ldots ,B}, tako da se vsakič (pri generiranju vsakega bootstrap vzorca) iz danega vzorca n-krat izbere vrednosti s ponavlajnjem (ista podatkovna točka je lahko izbrana večkrat). To ustreza ponovljenem vlečenju naključnih števil iz empirične porazporeditvene funkcije {\displaystyle {\hat {F}}}. 
Za vsak bootstrap-vzorec se izračuna vrednost {\displaystyle T_{b}(x_{1}^{*},\ldots ,x_{n}^{*})=T(x_{b})} za statistični parameter T, katerega oceno se išče. Porazporeditev parametra {\displaystyle T(X_{1},\ldots ,X_{n})} se na koncu aproksimira skozi empirično porazdelitev B ocen za {\displaystyle T_{b}(x_{1}^{*},\ldots ,x_{n}^{*})}.
V zapletenejših modelih se namesto zgolj ponavljajočega vlečenja iz že obstoječih podatkov, lahko na podlagi ocen parametrov neznane porazdelitve tudi generira "lažne" podatke tako da tej ustrezajo porazdelitvi kateri ustrezajo ocene parametrov. Zlasti kadar statističnih preizkusov ni mogoče izvesti, ker na primer natančna porazdelitev parametra ni znana ali pa je vzorec premajhen za izpolnjevanje konvergenčnih kriterijev, se tako lahko oceni kvantile in p-vrednosti.